# Michaił Bielikow (wioślarz)
Michaił Bielikow (ros. Михаил Беликов; ur. 16 maja 1982 w Moskwie) – rosyjski wioślarz.

## Osiągnięcia
- Mistrzostwa Świata – Eton 2006 – dwójka bez sternika – 5. miejsce[1].
- Mistrzostwa Świata – Linz 2008 – dwójka bez sternika wagi lekkiej – 5. miejsce[1].